# Radasłaŭ Astroŭski
Radasłaŭ Kazimiravič Astroŭski (en belarús: Радасла́ў Казі́міравіч Астро́ўскі; en polonès: Radosław Ostrowski; en rus: Радосла́в Казими́рович Остро́вский, Radoslav Kazimirovich Ostrovskiy; Zapolle, governació de Minsk, Imperi Rus, 25 d'octubre de 1887 – Benton Harbor, Michigan, Estats Units, 17 d'octubre de 1976) va ser un col·laborador belarús de l'Alemanya nazi que va exercir com a president de la Rada Central de Belarús, una administració titella de Belarús sota l'administració alemanya el 1943–1944.

## Primers anys
Radasłaŭ Astroŭski va néixer el 25 d'octubre de 1887 a la ciutat de Zapolle, Slutsk Uyezd, governació de Minsk. Va estudiar al gymnasium de Slutsk, però va ser expulsat per participar en la Revolució Russa de 1905–1907. El 1908 va ser acceptat a la facultat de matemàtiques de la Universitat de Sant Petersburg. El 1911, va ser arrestat per participar en disturbis revolucionaris i va ser empresonat a Sant Petersburg i Pskov. Després del seu alliberament el 1912, va tornar a ingressar a la universitat i més tard es va traslladar a la Universitat de Tartu, on es va graduar amb una llicenciatura en física i matemàtiques.
Després de la universitat, Astroŭski va treballar com a professor a Częstochowa, Polònia i Minsk. De 1915 a 1917 va impartir classes a l'Institut d'Ensenyament de Minsk. Després de la revolució de febrer de 1917 esdevingué comissari del govern provisional al paviet de Slutsk. El setembre del mateix any va fundar el gymnasium belarús de Slutsk i es va convertir en el seu director.
Astroŭski es va oposar a la Revolució d'Octubre de 1917. Va ser delegat al Primer Congrés de Belarús de desembre de 1917 i va publicar articles on va donar suport a la idea de la independència de Belarús. El 1918 Astroŭski va ser ministre d'Educació al govern de la República Popular Belarussa sota el primer ministre Raman Skirmunt. També va participar en l'acció de defensa de Slutsk de 1920 contra l'Exèrcit Roig.

## Activitat política a l'oest de Belarús
El 1921, es va traslladar a Belarús Occidental durant laSegona República Polonesa. Va exercir com a director del gymnasium belarús de Vílnia des de 1924 fins a 1936. A la segona meitat de la dècada de 1920, va canviar radicalment les seves opinions polítiques. El 1924 va iniciar la creació d'una societat polonesa-belarussa que donava suport al govern polonès. Després del trencament de la Societat, Astroŭski va cooperar amb el Partit Comunista de Belarús (dels bolxevics) i amb el Partit Comunista de Belarús Occidental, i va gestionar la cèl·lula il·legal de komsomol al seu gymnasium.
El 1925 i el 1926 va ser el vicepresident del Sindicat de Camperols i Obrers de Belarús, el president de la Societat Escolar de Belarús i el director del Banc de Cooperació de Belarús a Vílnius, que solia transferir finances a la BPWU. El 1926, Astroŭski es va unir al Partit Comunista de Belarús Occidental i va ser arrestat per la policia polonesa. No obstant això, durant el judici contra la Hramada va ser declarat innocent.
A partir de 1928, va tornar a canviar la seva orientació política i va començar a demanar cooperació amb els funcionaris polonesos. Per això va ser condemnat per molts líders del moviment nacional belarús occidental. A mitjan anys trenta va publicar diverses obres en llibres de calendari belarussos i al diari Rodny Kraj, sota el pseudònim «Era». El 1936 va haver de deixar Vílnius i es va traslladar a Łódź.

## Col·laborador nazi

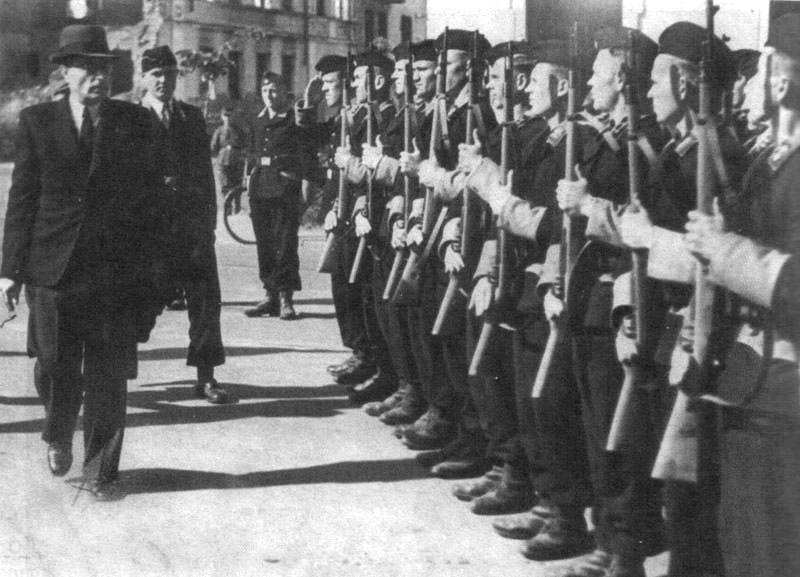
Radasłaŭ Astroŭski inspecciona la Policia Auxiliar de Belarús

Durant l'ocupació alemanya de Belarús, Astroŭski va cooperar activament amb els funcionaris nazis. El 1941 es va traslladar a Minsk i va treballar a l'administració civil. També va crear administracions belarusses a Bryansk, Smolensk i Mahilyow i va passar cert temps com a Burgmestre a totes aquestes ciutats.
L'any 1943, Radasłaŭ Astroŭski es va convertir en el president de la Rada central belarussa, un govern nacional molt limitat, que els nazis (que havien començat a perdre al front oriental) van permetre crear per tal d'aconseguir una mica de simpatia de la població belarussa i, per tant, poder utilitzar-los contra l'exèrcit soviètic. Tot i que la Rada no tenia gaire poder real, se li permetia gestionar determinades qüestions civils.
Astroŭski va ser un dels principals organitzadors del Segon Congrés de Belarús el 1944. Astroŭski i les seves cohorts van donar suport a l'aniquilació dels jueus, però van tenir relativament poca implicació en la realització dels assassinats en massa.

## Emigració
Després de la guerra, Astroŭski va fugir dels soviètics i va acabar a Alemanya Occidental i va viure a la Volksgartenstraße a Langenfeld, Renània. El 1956 es va traslladar als Estats Units i va viure a South River, Nova Jersey. Va participar activament en l'activisme nacional belarús a l'estranger, i va ser el principal ideòleg de la BCR com a govern legítim de Belarús a l'exili, per la qual cosa no va admetre aquest estatus per al principal Consell de la República Popular de Belarús. Astroŭski es va convertir en membre del comitè central del Bloc de Nacions Antibolxevics.
Astroŭski va morir el 17 d'octubre de 1976 a Benton Harbor, Michigan. Està enterrat al cementiri de l'Església Ortodoxa de Santa Eufròsine de Belarús a South River, Nova Jersey.